# Schoenoplectus heterochaetus
Schoenoplectus heterochaetus är en halvgräsart som först beskrevs av Mary Agnes Chase, och fick sitt nu gällande namn av Jiří Soják. Schoenoplectus heterochaetus ingår i släktet sävsläktet, och familjen halvgräs. Inga underarter finns listade i Catalogue of Life.